# Diputación Provincial de Huelva
<nowiki>Escribe texto sin formato aquí</nowiki>
La Diputación Provincial de Huelva es una institución pública que presta servicios directos a los ciudadanos y presta apoyo técnico, económico y tecnológico los ayuntamientos de los 80 municipios de la provincia de Huelva. Además, coordina algunos servicios municipales y organiza servicios de carácter supramunicipal. Tiene su sede central en la ciudad de Huelva. Integran la Diputación Provincial, como órganos de Gobierno de la misma, el Presidente, los Vicepresidentes, la Junta de Gobierno y el Pleno. Comenzó a funcionar en julio de 1822.

## Historia
Hasta la creación de las Diputaciones Provinciales, la administración provincial básicamente era un instrumento fiscalizador, pero mediante el artículo 335 de la Constitución de Cádiz (1812) se dotó a las Diputaciones Provinciales de una serie de prebendas como el reparto de las contribuciones, la vigilancia de las infracciones a la Constitución, el censo y estadística provinciales, el establecimiento de los Ayuntamientos constitucionales, etc. Al frente de ella quedaba un Jefe Superior, designado por el Rey. Este nuevo cargo, que ejercía además como Delegado del Gobierno, asumió las competencias de orden público y el poder ejecutivo y servía de enlace entre los Ayuntamientos y la Diputación. Sin embargo, a los catorce meses de existencia, Fernando VII acabó con la obra de Las Cortes declarando nula y sin efecto la Constitución.
Durante el sexenio absolutista de Fernando VII (1814-1820), la corriente reformista liberal se paralizó, volviéndose al conservadurismo del antiguo régimen. Tras este período, durante el Trienio Liberal (1820-1823), la cuestión provincialista vuelve a surgir. La Ley para el Gobierno económico-político de las Provincias considera a las Diputaciones como el Ayuntamiento General de la Provincia.
Una de las Diputaciones Provinciales es la de Huelva, en funcionamiento desde el 7 de julio de 1822. Su vida fue corta, pues la caída del Régimen Liberal hizo que no hubiera apenas aplicación práctica y que sus actas capitulares fueran destruidas por la reacción.
La muerte de Fernando VII en 1830, supuso el impulso definitivo a la cuestión provincialista. En 1833 el ministro Javier de Burgos, mediante el Real Decreto de 30 de noviembre de 1833, culminó definitivamente el proceso de división provincial, convirtiéndose Huelva en una de ellas, compuesta por 75 municipios y con capitalidad en la ciudad homónima de Huelva. Finalmente, las Diputaciones Provinciales van a ser reorganizadas por un Real Decreto de 25 de diciembre de 1835.
La Diputación Provincial de Huelva será instaurada el 16 de noviembre de 1835. En ella estarán representados los partidos judiciales de: Aracena, Ayamonte, El Cerro, La Palma del Condado, Huelva y Moguer.
El primer Jefe Superior de la provincia de Huelva fue José Huet. Entre los presidentes con un mandato más breve están Alonso del Castillo y Jaime Madruga. El corto mandato del primero resultó fundamental, pues salvó a La Rábida de ser subastada en plena Desamortización de 1855. El presidente más duradero ha sido Francisco Zorrero, en pleno régimen franquista. Estuvo dos décadas en el Palacio Provincial.
En plena Transición llegaría Felipe Martínez de Acuña y, ya en la democracia, Jaime Madruga y Emiliano Sanz de Unión de Centro Democrático, y Manuel Eugenio Romero, Domingo Prieto, José Cejudo, Petronila Guerrero, Ignacio Caraballo y María Eugenia Limón, todos del Partido Socialista.

## Organización de áreas y diputados

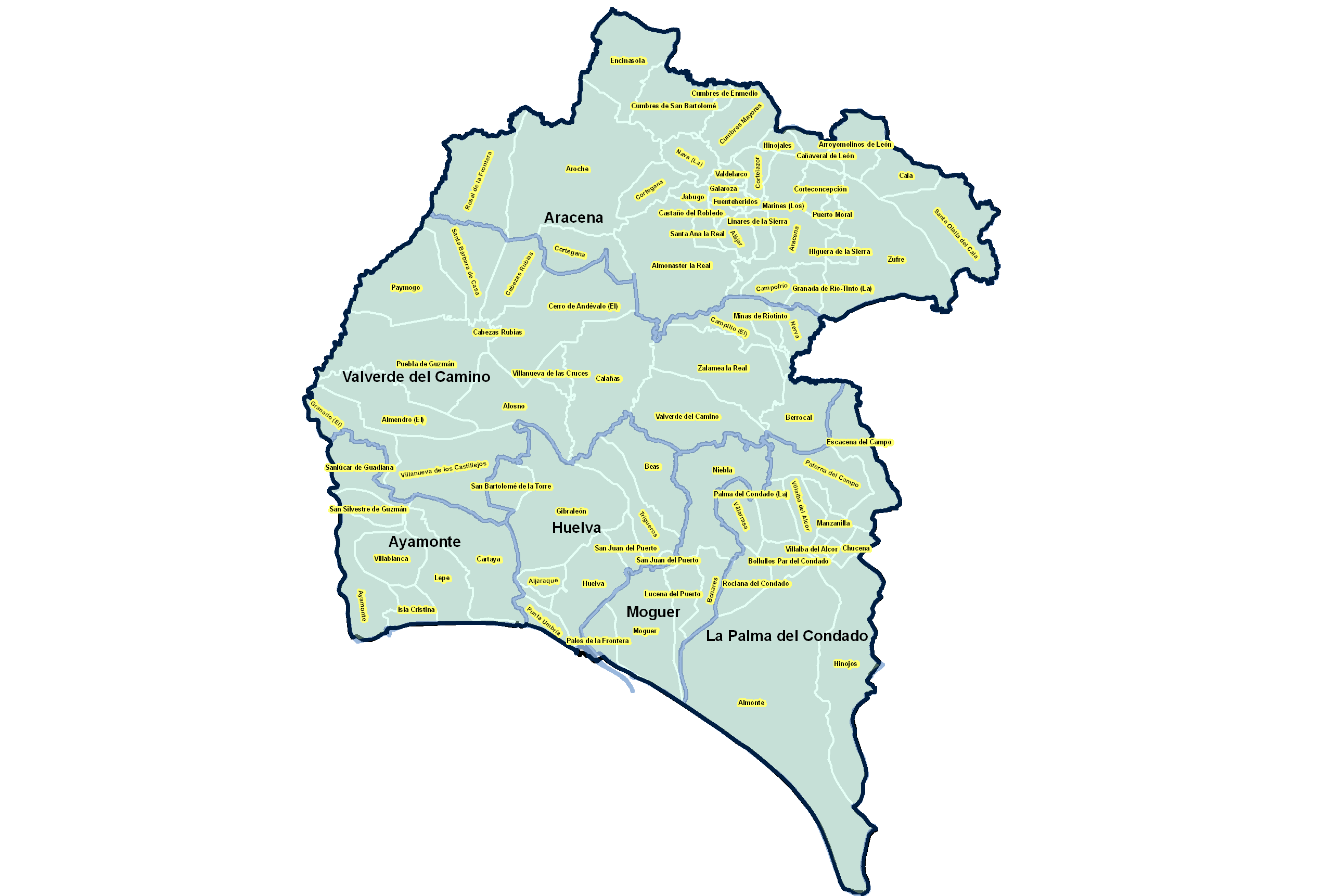
Términos Municipales y Partidos Judiciales de la Provincia de Huelva.

La Diputación de Huelva se estructura en una serie de áreas, cada una con una serie de competencias sectoriales:
1. Área de cooperación al desarrollo local: competencias en materia de política municipal, desarrollo local y asesoramiento a las corporaciones locales.
2. Área de infraestructura, servicios y obras: competencias en materia de obras hidráulicas, caminos y carreteras, planes de obras y servicios, y agricultura, ganadería y pesca.
3. Área de administración general: competencias en materia de economía, hacienda y presupuesto, patrimonio, servicios generales y personal.
4. Área de bienestar social: competencias en materia de bienestar social, igualdad y cooperación internacional.
5. Área de medio ambiente y Energía: competencias en materia de tratamiento de residuos y energías renovables.
6. Área de cultura, juventud y ocio: competencias en materia de cultura, educación, juventud, deporte y consumo.

## Presidentes
Los presidentes desde la transición han sido los siguientes:
- Felipe Martínez e Acuña
- Jaime Madruga
- Emiliano Sanz
- Manuel Eugenio Romero (1983-1991)
- Domingo Prieto (1991-1999)
- José Cejudo (1999-2007)
- Petronila Guerrero (2007-2011)
- Ignacio Caraballo (2011-2020)
- María Eugenia Limón (2020-2023)
- David Toscano Contreras (2023-)

## Composición
| Actual distribución de la Diputación tras las elecciones municipales de 2023 | Actual distribución de la Diputación tras las elecciones municipales de 2023 | Actual distribución de la Diputación tras las elecciones municipales de 2023 | Actual distribución de la Diputación tras las elecciones municipales de 2023 | Actual distribución de la Diputación tras las elecciones municipales de 2023 |
| Partido político                                                             | Votos                                                                        | %                                                                            | Diputados                                                                    |                                                                              |
| ---------------------------------------------------------------------------- | ---------------------------------------------------------------------------- | ---------------------------------------------------------------------------- | ---------------------------------------------------------------------------- | ---------------------------------------------------------------------------- |
| Partido Popular Andaluz (PPA)                                                | 96.162                                                                       | 38,71%                                                                       | 14                                                                           |                                                                              |
| Partido Socialista Obrero Español de Andalucía (PSOE-A)                      | 91.912                                                                       | 37,00%                                                                       | 11                                                                           |                                                                              |
| Vox (VOX)                                                                    | 11.359                                                                       | 4,57%                                                                        | 1                                                                            |                                                                              |
| Con Andalucía-Izquierda Unida (Con Andalucía)                                | 10.856                                                                       | 4,37%                                                                        | 1                                                                            |                                                                              |

### Distribución de escaños por partidos judiciales
| Partido judicial     |    |    |   |   | Diputados |
| -------------------- | -- | -- | - | - | --------- |
| Aracena              | 1  | 1  |   |   | 2         |
| Ayamonte             | 3  | 1  |   |   | 4         |
| Huelva               | 5  | 5  | 1 | 1 | 12        |
| La Palma del Condado | 2  | 2  |   |   | 4         |
| Moguer               | 2  | 1  |   |   | 3         |
| Valverde del Camino  | 1  | 1  |   |   | 2         |
| Total                | 14 | 11 | 1 | 1 | 27        |